# Karađorđevići
Karađorđevići (srp. Карађорђевићи) su srpska vladarska dinastija koja je vladala Kneževinom, kasnije Kraljevinom Srbijom 1842. – 1858. i 1903. – 1918. te Kraljevstvom SHS (Jugoslavijom) 1918. – 1941. Nazvana je po rodonačelniku obitelji Đorđu Petroviću Karađorđu, vođi Prvog srpskog ustanka 1804. godine.
Obitelj je imala dugu tradiciju krvne osvete s rivalskom dinastijom Obrenovića. Karađorđevići su izgubili prijestolje 1945. kada su komunisti na čelu s Titom preuzeli vlast u Srbiji i Jugoslaviji.

## Abdikacija
Kralj Petar II. Karađorđević je abdicirao tako što je u ulozi šefa države 7. ožujka 1945. imenovao Regentsko vijeće u sastavu: Srđan Budisavljević, Ante Mandić i Dušan Sernec s ovlaštenjem da s Narodnim komitetom za oslobođenje Jugoslavije (NKOJ) oformi zajedničku Privremenu vladu i prihvati nominaciju nove Vlade na čelu s Josipom Brozom, za koju je Vijeće dalo saglasnost 29.11.1945. kada je proglašena Federativna Narodna Republika Jugoslavija (FNRJ).
Taj datum, kad je po međunarodnom pravu stvorena Druga Jugoslavija, od tad je obilježavan kao jugoslavenski praznik Dan državnosti. Nakon uvođenja jednostranačkog sustava, komunisti su taj praznik tumačili kao slavljenje Drugog zasjedanja AVNOJ-a 29. studenoga 1943.

## Povijest
Karađorđevići svoje porijeklo vuku od Đorđa Petrovića, trgovca, svojim sljedbenicima poznat kao "Karađorđe" (Crni Đorđe). Godine 1804. Srbi su se pobunili protiv Osmanskoga Carstva, pod kojim se Srbija nalazila. Prvi srpski ustanak bio je uspješan i Karađorđe uspostavlja Srpsku vladu u Beogradu. Godine 1811. priznat je kao vladar s pravom na nasljeđe prijestolnice. Međutim, kada je 1813. godine sklopljen rusko-turski mir, Turci su se vratili, a Karađorđe je s obitelji pobjegao u Habsburšku Monarhiju, odakle je prebjegao u Rusiju.
Kada je 1817. novi srpski knez Miloš Obrenović dao ubiti Karađorđa, počele su krvne osvete između Obrenovića i Karađorđevića. Karađorđev sin Aleksandar Karađorđević, vratio se poslije smrti kneza Miloša u Srbiju, gdje je 1842. izabran za kneza i vladao do 1858. godine. Sukobi između pristaša Obrenovića i Karađorđevića potrajali su sve dok Aleksandar Obrenović, kralj Srbije, nije ubijen sa svojom obitelji od strane Crne ruke.
Godine 1903. Srpski parlament tražio je da se Karađorđev unuk, Petar Karađorđević proglasi kraljem Srbije. Petar je okrunjen kraljem kao Petar I. Krajem 1918. postao je kraljem novoproglašene Kraljevine Srba, Hrvata i Slovenaca koja je nastala ujedinjenjem Srbije, Crne Gore i krajeva pod nekadašnjom austro-ugarskom vlašću.
Petra I. naslijedio je sin Aleksandar, isprava kao regent, a od 1921. kao kralj. Godine 1929. uveo je diktaturu i promijenio naziv države u Kraljevina Jugoslavija. Ubijen je u atentatu u Marseillesu 1934. godine. Umjesto malodobnog Petra II. vladalo je regentsko vijeće na čelu s regentom knezom Pavlom. Po napadu osovinskih snaga na Jugoslaviju u travnju 1941., kralj Petar II. je pobjegao s obitelji i vladom u London, a dinastija je 1945. lišena prijestolja.

## Vladajući članovi
Vladajući članovi kuće Karađorđević su:
- Karađorđe Petrović, vođa Prvog srpskog ustanka (1804. – 1813.)
- Aleksandar Karađorđević, knez Srbije (1842. – 1858.)
- Petar I. Karađorđević, kralj Srbije (1903. – 1918.), kralj Srba, Hrvata i Slovenaca (1918. – 1921.)
- Aleksandar I. Karađorđević, regent (1918. – 1921.), kralj Srba Hrvata i Slovenaca (1921. – 1929.), kralj Jugoslavije (1929. – 1934.)
- Petar II. Karađorđević, kralj Jugoslavije (1934. – 1945.), kralj Jugoslavije u izbjeglištvu (1945. – 1970.)
- Pavle Karađorđević, regent (1934. – 1941.)

Današnji članovi kuće Karađorđević su:
- Aleksandar II. Karađorđević, sin jedinac kralja Petra II. Karađorđevića i princ prijestolonasljednik.
- Petar Karađorđević, sin princa Aleksandra II. Karađorđevića i princ prijestolonasljednik.
- Nikola Karađorđević, poglavar obiteljske grane Kraljević Tomislav
- Vladimir Karađorđević, poglavar obiteljske grane Kraljević Aleksandar
- Aleksandar Karađorđević (sin regenta Pavla), poglavar obiteljske grane regenta Pavla koja nema dinastijska prava

## Trenutna aspiracija na prijestolje
Iako s abdikacijom Petra II Karađorđevići po međunarodnome pravu više nemaju pravo na prijestolje, aktivni su u današnjoj politici Srbije gdje podržavaju ustavnu monarhiju, za koju tvrde da će biti stabilnija od današnje vlasti u Srbiji, te jamče jedinstvo i kontinuitet. Nadalje, podržavaju demokratsku Srbiju u okvirima Europske unije.
Aleksandar II. Karađorđević živi u Beogradu u kraljevskoj palači (Beli dvor) od 2001. godine koja mu je data na korištenje, ali ne i u vlasništvo. Prijestolonasljednik Aleksandar II. poznat je po svojoj demokratičnosti i toleranciji. Posredovao je u pregovorima o ujedinjenju oporbe pred pad Slobodana Miloševića. U svojoj palači prima vjerske vođe i ističe potrebu za demokracijom. 
Karađorđevići su dosta angažirani u humanitarnome radu. Princeza Katarina ima humanitarnu zakladu, dok princ Aleksandar ima kulturnu i obrazovnu zakladu, čija aktivnost uključuje studentske stipendije, ljetne kampove za djecu itd. Karađorđevići su također upleteni i u šport.
Njihovi srednjovjekovni preci mogu se naći u obiteljskoj grani Nemanjića, ali ne muškom linijom nasljeđivanja niti isključivo među srpskim lozama već bočnim granama tj. preko rumunjske i drugih kraljevskih dinastija.
S obzirom na to da je njegov otac kralj Petar II abdicirao, po međunarodnome pravu Karađorđevići više nemaju pravo na prijestolje.

## Srbija i Jugoslavija
Karađorđevići su prvo bili srpska vladarska obitelj, zatim vladarska obitelj Kraljevine Srba, Hrvata i Slovenaca ili Kraljevine Jugoslavije. Kada su zadnji put vladali, bili su vladari Jugoslavije.
Prijestolonasljednik Aleksandar II. Karađorđević rođen je u Londonu, no na prostoru (hotelskoj sobi) koji je Vlada Ujedinjenoga Kraljevstva proglasila jugoslavenskim teritorijem. Prema tome, on je pravni nasljednik Kraljevine Jugoslavije. Godine 2006. Jugoslavija je prestala postojati nakon niza situacija koje su pospješile njen raspad, a Srbija je danas postala nasljednica Jugoslavije. Po tome prijestolonasljednik Aleksandar ima pravo na naslijediti srpsko prijestolje.
Međutim, njegova titula "prijestolonasljednik Srbije" je upitna, jer je on sve vrijeme od ukidanja monarhije držao titulu "prijestolonasljednik Jugoslavije". Odvajanjem Srbije i Crne Gore, on mijenja svoju titulu, no tu nastaje problem, jer je Srbija, kad je postala neovisna, bila republika.

## Obiteljsko stablo
|  |  |  |  | Đorđe Petrović - Karađorđe |                            |                            |                            |                            |                            |  |  |  |  |                    |                    |                    |                    |                    |                    |  |  |  |  |  |  |  |  |  |  |
|  |  |  |  |                            |                            |                            |                            |                            |                            |  |  |  |  |                    |                    |                    |                    |                    |                    |  |  |  |  |  |  |  |  |  |  |
|  |  |  |  | Aleksandar Karađorđević    |                            |                            |                            |                            |                            |  |  |  |  |                    |                    |                    |                    |                    |                    |  |  |  |  |  |  |  |  |  |  |
|  |  |  |  |                            |                            |                            |                            |                            |                            |  |  |  |  |                    |                    |                    |                    |                    |                    |  |  |  |  |  |  |  |  |  |  |
|  |  |  |  |                            |                            |                            |                            |                            |                            |  |  |  |  |                    |                    |                    |                    |                    |                    |  |  |  |  |  |  |  |  |  |  |
|  |  |  |  | Petar I. Karađorđević      | Petar I. Karađorđević      | Petar I. Karađorđević      | Petar I. Karađorđević      | Petar I. Karađorđević      | Petar I. Karađorđević      |  |  |  |  | Arsen Karađorđević | Arsen Karađorđević | Arsen Karađorđević | Arsen Karađorđević | Arsen Karađorđević | Arsen Karađorđević |  |  |  |  |  |  |  |  |  |  |
|  |  |  |  | Petar I. Karađorđević      | Petar I. Karađorđević      | Petar I. Karađorđević      | Petar I. Karađorđević      | Petar I. Karađorđević      | Petar I. Karađorđević      |  |  |  |  | Arsen Karađorđević | Arsen Karađorđević | Arsen Karađorđević | Arsen Karađorđević | Arsen Karađorđević | Arsen Karađorđević |  |  |  |  |  |  |  |  |  |  |
|  |  |  |  | Aleksandar I. Karađorđević | Aleksandar I. Karađorđević | Aleksandar I. Karađorđević | Aleksandar I. Karađorđević | Aleksandar I. Karađorđević | Aleksandar I. Karađorđević |  |  |  |  | Pavle Karađorđević | Pavle Karađorđević | Pavle Karađorđević | Pavle Karađorđević | Pavle Karađorđević | Pavle Karađorđević |  |  |  |  |  |  |  |  |  |  |
|  |  |  |  | Aleksandar I. Karađorđević | Aleksandar I. Karađorđević | Aleksandar I. Karađorđević | Aleksandar I. Karađorđević | Aleksandar I. Karađorđević | Aleksandar I. Karađorđević |  |  |  |  | Pavle Karađorđević | Pavle Karađorđević | Pavle Karađorđević | Pavle Karađorđević | Pavle Karađorđević | Pavle Karađorđević |  |  |  |  |  |  |  |  |  |  |
|  |  |  |  | Petar II. Karađorđević     |                            |                            |                            |                            |                            |  |  |  |  |                    |                    |                    |                    |                    |                    |  |  |  |  |  |  |  |  |  |  |
|  |  |  |  |                            |                            |                            |                            |                            |                            |  |  |  |  |                    |                    |                    |                    |                    |                    |  |  |  |  |  |  |  |  |  |  |
|  |  |  |  | Aleksandar Karađorđević    |                            |                            |                            |                            |                            |  |  |  |  |                    |                    |                    |                    |                    |                    |  |  |  |  |  |  |  |  |  |  |

|  | Kneževina Srbija |  | Kraljevina Srbija |  | Kraljevina Srba, Hrvata i Slovenaca / Kraljevina Jugoslavija |